# Jason Parker
Jason Anthony Parker (23 de enero de 1985 en San Diego California) es un jugador profesional de fútbol americano. Juega en la posición de defensive end para Sacramento Mountain Lions en la United Football League. Firmó como agente libre para Kansas City Chiefs en 2008, como colegial en Arizona y también jugó para California Redwoods en la UFL.

## Estadísticas UFL
|           |        | Recepción | Recepción | Recepción | Recepción | Recepción | Defensa | Defensa | Defensa | Defensa | Defensa | Defensa |
| Temporada | Equipo | N.º       | Yds       | Avg       | TD        | Lg        | Tkl     | Ast     | Tot     | Sck     | Yds     | FF      |
| 2009      | CAR    | 4         | 50        | 12.5      | 0         | 16        | 7       | 10      | 12.0    | 1.5     | 10      | 0       |
| 2010      | SML    | 0         | 0         | 0.0       | 0         | 0         | 10      | 10      | 15.0    | 0.0     | 0       | 0       |
| Total     | Total  | 4         | 50        | 12.5      | 0         | 16        | 17      | 20      | 27.0    | 1.5     | 10      | 0       |